# نوشیدن جام زهر
نوشیدن جام زهر یا نوشیدن کاسهٔ زهر یا نوشیدن زهر اصطلاحی است که سید روح‌الله خمینی (رهبر ایران در آن زمان) در پیام خود به ملت ایران در ۲۹ تیر ۱۳۶۷ دربارهٔ پذیرش قطعنامه ۵۹۸ شورای امنیت که در سال قبل صادر شده بود، منتشر کرد و پذیرش این قطعنامه را با این عبارت توصیف نمود.
پذیرش قطعنامه ۵۹۸ از سوی ایران و پایان جنگ هشت ساله میان ایران و عراق، در شرایطی که تبلیغات رسمی حکومت برای ادامه جنگ با شعار «جنگ جنگ تا رفع فتنه از جهان» ادامه داشت کار آسانی برای خمینی و طرفدارانش نبود.
این عبارت امروزه دربارهٔ وضعیت سیاسی فعلی ایران در جهان نیز به کار گرفته می‌شود

## پیام روح‌الله خمینی
در تاریخ ۲۹ تیر ۱۳۶۷ و در سالگرد کشتار خونین مکه، روح‌الله خمینی پیامی خطاب به ملت ایران صادر کرد:
«… و اما در مورد پذیرش قطعنامه که حقیقتاً مسئله بسیار تلخ و ناگواری برای همه و خصوصاً برای من بود، این است که من تا چند روز قبل معتقد به همان شیوه دفاع و مواضع اعلام شده در جنگ بودم و مصلحت نظام و کشور و انقلاب را در اجرای آن می‌دیدم؛ ولی به واسطه حوادث و عواملی که از ذکر آن فعلًا خودداری می‌کنم، و به امید خداوند در آینده روشن خواهد شد و با توجه به نظر تمامی کارشناسان سیاسی و نظامی سطح بالای کشور، که من به تعهد و دلسوزی و صداقت آنان اعتماد دارم، با پذیرش قطعنامه و آتش‌بس موافقت نمودم… خداوندا، این دفتر و کتاب شهادت را همچنان به روی مشتاقان باز، و ما را هم از وصول به آن محروم مکن. خداوندا، کشور ما و ملت ما هنوز در آغاز راه مبارزه‌اند و نیازمند به مشعل شهادت؛ تو خود این چراغ پر فروغ را حافظ و نگهبان باش. خوشا به حال شما ملت! خوشا به حال شما زنان و مردان! خوشا به حال جانبازان و اسرا و مفقودین و خانواده‌های معظم شهدا! و بدا به حال من که هنوز مانده‌ام و جام زهرآلود پذیرفته قطعنامه را سر کشیده‌ام، و در برابر عظمت و فداکاری این ملت بزرگ احساس شرمساری می‌کنم…»

## تاریخچه
نقدهای بسیاری دربارهٔ پذیرفتن قطعنامه ۵۹۸ شورای امنیت توسط روح‌الله خمینی تا کنون بیان شده‌است که افراد مختلفی را در خوراندن یا نوشاندن جام زهر به روح‌الله خمینی مسئول می‌دانند.
با این حال در روزهای اخیر برخی خبرگزاری‌های ایران نظیر خبرگزاری مهر، ایسنا و فارس گزارش‌ها و گفتگوهایی دربارهٔ پذیرش قطعنامه ۵۹۸ منتشر کرده‌اند که برخلاف سالهای گذشته پررنگ‌تر و برجسته‌تر بوده و نگاه غالب به این مسئله مثبت و همگی آن را یک اقدام «موفقیت‌آمیز» و «پیروزمندانه» که «کشور را نجات داد» تلقی کرده‌اند.
از سوی برخی از محافظه کاران منتقد اکبر هاشمی رفسنجانی، در مورد نقش وی در پایان دادن به جنگ با عراق عنوان شده‌است. این منتقدان، مدعی آمادگی ایران برای ادامه جنگ بعد از سال ۱۳۶۷ هستند و کسانی چون اکبر هاشمی رفسنجانی جانشین فرمانده کل قوا در زمان جنگ و میرحسین موسوی نخست‌وزیر دوران خمینی را متهم می‌کنند که رهبر سابق ایران را وادار کرده‌اند تا آتش‌بس با عراق را بپذیرد.
هاشمی رفسنجانی به انتقاد شدید از افرادی پرداخته که به دنبال «مقصر تراشی برای پایان جنگ» و یافتن «مقصران خوراندن جام زهر» به خمینی هستند و گفت «امروز پس از گذشت سالها از دفاع مقدس، کسانی که از راه دور دستی بر آتش دارند و در آن دوران خوف حضور داشتند، به زبان آمده و مدعی پیدا کردن مقصران خوراندن جام زهر به حضرت امام هستند.»
به گفته اکبر هاشمی رفسنجانی، تصمیم به پایان جنگ با عراق با اجماع مقام‌های اصلی حکومت ایران، شامل فرماندهان نظامی و مسئولان ارشد قوای سه‌گانه (از جمله رئیس‌جمهور وقت، سید علی خامنه‌ای) صورت گرفته‌است.

در وبگاه هاشمی رفسنجانی به نقل از سید علی خامنه‌ای آمده‌است:
«یک روز بندهٔ صالح خدا، آن انسان بزرگ و مخلص که هیچ‌چیز را برای خودش نمی‌خواست و همهٔ کارها را برای خدا می‌کرد و همه چیز را برای او می‌خواست، درقضیهٔ قطعنامه گفت: کاسهٔ زهر را نوشیدم. این تلخی را او تحمل کرد؛ ولی خدای متعال به آن بندهٔ صالح عوض داد و هنوز دو سال و اندی نگذشته کاسهٔ شهد و شیرینی پیروزی را به ملتش چشاند و کامشان را شیرین کرد.»
بنابر گفته بی‌بی‌سی، سایت دفتر نشر آثار آیت‌الله خامنه‌ای ضمن دفاع از پذیرش قطعنامه آتش‌بس توسط رهبر سابق ایران، تأکید داشت کسانی که دربرداشت خود از این اقدام «تعجیل می‌کنند، سخت در اشتباهند.»
این سایت، در مطلبی به نوشته محی الدین حائری شیرازی، امام جمعه سابق شیراز، با تأکید بر اینکه «امتحان امت در مسئله اطاعت از امامت جزو مقدمات ظهور است»، صلح با عراق را «پیروزی» دانست و نوشت: «امام راحل مثل امام مجتبی علیه‌السلام جام زهر را نوشید و با صدام صلح کرد.»

## کاربرد سیاسی امروزه
از عبارت نوشیدن جام زهر در ادبیات سیاسی ایران بسیار استفاده می‌گردد. بحث در مورد تحولات منتهی به پذیرش آتش‌بس توسط سید روح‌الله خمینی، که توسط وی «نوشیدن جام زهر» توصیف شد، به موازات افزایش فشارهای بین‌المللی بر ایران بر سر برنامه هسته‌ای ایران، در سطح نشریات ایران بالا گرفته‌است.
و عبارت «جام زهر هسته‌ای» نیز به کار می‌رود.
برای مثال محمد نوری‌زاد روزنامه‌نگار و مستندساز منتقد حکومت در نامه سرگشاده‌ای از سید علی خامنه‌ای خواسته‌است اگر برای بهبود شرایط خواهان «نوشیدن جام زهر» نیست این کار را به «مجلس گوش به فرمان» ایران واگذار کند.
به نوشتهٔ «بازتاب»، در طیفی نظیر الله کرم و سراج معتقدند شرایط به آن اندازه خطرناک و غیرقابل مدیریت نیست که نیاز به نوشیدن جام زهر باشد و این طیف در فضای رسانه‌ای ابراز می‌کنند که برخی در جریان موسوم به انحرافی قصد دارند با بزرگنمایی اثرات تحریم بر اقتصاد کشور، رهبر را به نوشیدن جام زهر و عقب‌نشینی در پرونده هسته‌ای وادار کنند.
بازتاب در ادامه می‌نویسد دیدگاه سومی نیز وجود دارد که تهدیدات بیرونی علیه جمهوری اسلامی را فراتر از پرونده برنامه هسته‌ای ایران دانسته و معتقد است برای عبور از این تهدیدات، تعلیق هسته‌ای (و به تعبیر این طیف نوشیدن جام زهر کفایت نمی‌کند) و نیازمند راهبرد بسیار جامع‌تری است.
اصطلاح نوشیدن جام زهر امروزه در متون سیاسی به مفهوم قبول مسائل دشوار سیاسی و بر خلافِ اعتقاد گفته می‌شود.